# Papilio eurymedon
Papilio eurymedon es una especie de mariposa de la familia Papilionidae.
Fue descrito por primera vez en 1852 por Lucas.

## Galería

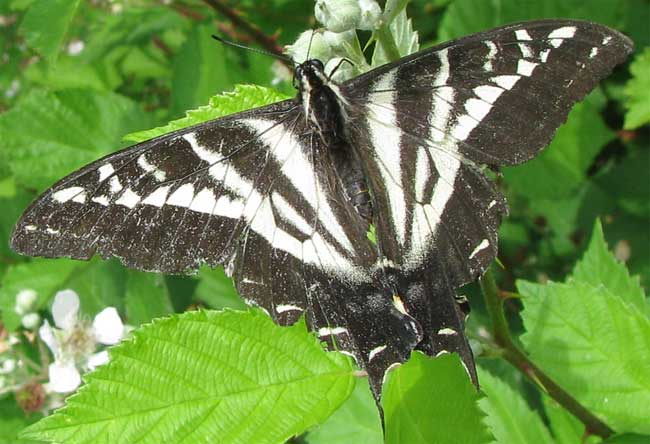